# Mien Schopman-Klaver
Wilhelmina Hendrika „Mien“ Schopman-Klaver (geb. Klaver; * 26. Februar 1911 in Amsterdam; † 10. Juli 2018 in Leiden) war eine niederländische Leichtathletin. Ihre Paradedisziplin war der 100-Meter-Lauf, jedoch war sie auch in anderen Disziplinen wie Hochsprung oder Weitsprung aktiv. An den Olympischen Sommerspielen 1932 in Los Angeles nahm sie als Reserveläuferin der 4-mal-100-Meter-Staffel teil.
Mit mehr als 107 Jahren galt sie im April 2018 – insbesondere in den Niederlanden – als die älteste lebende Olympiateilnehmerin. Da sie als Ersatzläuferin nicht zum Einsatz kam, wurden auch andere Sportler als älteste noch lebende Olympiateilnehmer genannt.

## Leben
Wilhelmina Hendrika Klaver wurde am 26. Februar 1911 als drittes von acht Kindern (vier Mädchen und vier Jungen) in Amsterdam-Zuid geboren und begann ihre Sportlaufbahn als Turnerin. Bereits als Kind liebte sie es zu laufen und begann im Jahr 1927 mit Sprinttraining. 1928 war die damals 17-Jährige als Besucherin bei den Olympischen Sommerspielen in ihrer Heimatstadt und verfolgte hier das Finale im Hockey zwischen Indien und den Niederlanden. Im Jahr 1930 las sie in einer Zeitung, dass in Amsterdam Frauen gesucht würden, um gemeinsam einen Damensportklub zu gründen, woraufhin Klaver beim Initiator vorstellig wurde. Dies führte noch im selben Jahr zur Gründung des Amsterdamer Leichtathletikklubs ADA, zu dessen Gründungsmitgliedern Klaver gehörte. Im August 1931 lief sie in ihrer Heimatstadt Amsterdam ihren persönlichen Rekord über 100 Meter, für den sie 12,7 Sekunden benötigte.
Zu ihrer eigenen Überraschung wurde sie von Olga du Jour, einer der Gründerinnen der ADA und hauptberuflich Sekretärin bei einer Anwaltskanzlei, gebeten, sich an der 4-mal-100-Meter-Staffel der Olympischen Sommerspiele 1932 in Los Angeles zu beteiligen, wo sie als Reserveläuferin der Niederländerinnen eingeplant war. Bei Ausfällen der Stammläuferinnen Johanna Dalmolen, Cornelia Aalten, Elly du Mée und Tollien Schuurman, die erst wenige Wochen zuvor mit einer Zeit von 49,4 Sekunden einen neuen nationalen Rekord in der 4-mal-100-Meter-Staffel aufgestellt hatten, sollte sie einspringen. Aufgrund der Weltwirtschaftskrise und des daraus resultierenden Finanzmangels hätten die niederländischen Damen fast nicht an den Olympischen Spielen teilnehmen können. Die abenteuerliche Reise nach Los Angeles dauerte insgesamt etwa 14 Tage, darunter die Fahrt mit dem Schiff nach New York und die Zugfahrt weiter an die Westküste der Vereinigten Staaten nach Los Angeles. Während die Herren mit Trainer während der Olympischen Spiele im olympischen Dorf lebten, mussten die Damen ohne einen Trainer auswärts in einem Hotel übernachten. Als Trainingsort diente eine Laufbahn bei einer nahegelegenen Schule.
Es kam nicht zu einem Einsatz von Mien Klaver: Die vier Stammläuferinnen zogen die Wettbewerbe durch und kamen in der 4-mal-100-Meter-Staffel mit einer Zeit von 47,7 Sekunden auf den vierten Platz hinter den Vereinigten Staaten (Gold), Kanada (Silber) und Großbritannien (Bronze). Dabei unterboten die Mannschaften aller vier Nationen den seit 1928 bestehenden Weltrekord in der 4-mal-100-Meter-Staffel der Frauen, der bis zu diesem Zeitpunkt 48,4 Sekunden betrug. Überliefert ist auch, dass die 47,7 Sekunden nicht als nationaler Rekord gewertet wurden, weil nach den ersten drei Läuferinnen die Zeitmessung nicht mehr so genau genommen worden sei. Zu einer Teilnahme Klavers im Hochsprung oder Weitsprung kam es nicht, da es die Niederländer versäumt hatten, sie hierfür anzumelden.
Infolge der andauernden Weltwirtschaftskrise musste Mien Klaver ihre Leichtathletiklaufbahn im darauffolgenden Jahr im Alter von 22 Jahren beenden. 1936 heiratete sie den Bauingenieur Leo Schopman, der in Arnhem Arbeit gefunden hatte, und zog mit ihm zusammen in die Hauptstadt der Provinz Gelderland. Das Ehepaar bekam insgesamt fünf gemeinsame Kinder. Im Jahr 1942, mitten im Zweiten Weltkrieg, kehrte die Familie nach Amsterdam zurück. Hier besaß der Schwiegervater von Mien Schopman-Klaver einige Häuser, und Leo Schopman kümmerte sich um deren Wartung und Renovierung. Dadurch entging er auch einer möglichen Deportation als Zwangsarbeiter nach Deutschland. Leo Schopman übte diese Tätigkeit bis zu seinem Ruhestand im Jahr 1975 aus. In der Heemstedestraat betrieb die Familie zudem ein Delikatessengeschäft.
Nach dem Tod ihres Mannes im Jahr 1984 zog Schopman-Klaver in eine kleine Wohnung in Bilthoven. Seit 2008/09 lebte Schopman-Klaver in Voorschoten in der Umgebung von Leiden. Im Februar 2016 hatte sie fünf Kinder, zwölf Enkelkinder und 20 Urenkelkinder. Nachdem sie in der Öffentlichkeit zunehmend in Vergessenheit geraten war, gelangte sie anlässlich ihres 105. Geburtstags zu abermaliger nationaler Bekanntheit, als Berichte und Interviews in den großen niederländischen Zeitungen abgedruckt wurden und sie als älteste noch lebende Olympiateilnehmerin bezeichnet wurde.

## Persönliche Bestzeiten und -weiten
- 100 Meter: 12,7 Sekunden (August 1931, Amsterdam)
- Weitsprung: 5,02 Meter
- Hochsprung: 1,45 Meter